# Adílio de Oliveira Gonçalves
Adílio de Oliveira Gonçalves, beter bekend als Adílio, (Rio de Janeiro, 15 mei 1956 – aldaar, 5 augustus 2024) was een Braziliaanse voetballer en trainer.

## Biografie
Adílio was een aanvallende middenvelder. Van 1975 tot 1987 speelde hij voor Flamengo en won er bijna elke competitie mee die er te winnen was. Vijf keer het staatskampioenschap, vier keer de Série A, de Copa Libertadores en intercontinentale beker, waarin hij scoorde tegen Liverpool. Na zijn glorieperiode bij Flamengo speelde hij nog voor vele, meestal kleinere clubs. Met 611 wedstrijden voor Flamengo is hij de derde speler van de club wat betreft aantal wedstrijden.
Hij speelde ook twee wedstrijden voor het nationale elftal. In 1979 tegen een selectie uit de staat Bahia en in 1982 tegen West-Duitsland.
Van 2003 tot 2007 was hij trainer van Flamengo.
Gonçalves overleed op 5 augustus 2024 op 68-jarige leeftijd aan een alvleesklierkanker.